# Bobby Doerr
Robert Pershing Doerr (ur. 7 kwietnia 1918 w Los Angeles, zm. 13 listopada 2017 w Junction City) – amerykański baseballista i trener, w latach 1937–1951 zawodnik Boston Red Sox. Uhonorowany członkostwem w Baseball Hall of Fame w 1986 roku.
| Nagroda/wyróżnienie          | Lata                                                | Źródło |
| ---------------------------- | --------------------------------------------------- | ------ |
| 9 × All-Star                 | 1941, 1942, 1943, 1944, 1946 1947, 1948, 1950, 1951 | [ 3 ]  |
| Baseball Hall of Fame        | od 1986                                             | [ 2 ]  |
| #1 zastrzeżony przez Red Sox | 1988                                                | [ 4 ]  |